# Sugartree Township
Sugartree Township est un township du comté de Carroll dans le Missouri, aux États-Unis,. Il est baptisé en référence à l'érable à sucre, en anglais : sugar maple tree, présent dans le township.

## Source de la traduction
- (en) Cet article est partiellement ou en totalité issu de l’article de Wikipédia en anglais intitulé « Sugartree Township, Carroll County, Missouri » (voir la liste des auteurs).